# Kemal Monteno

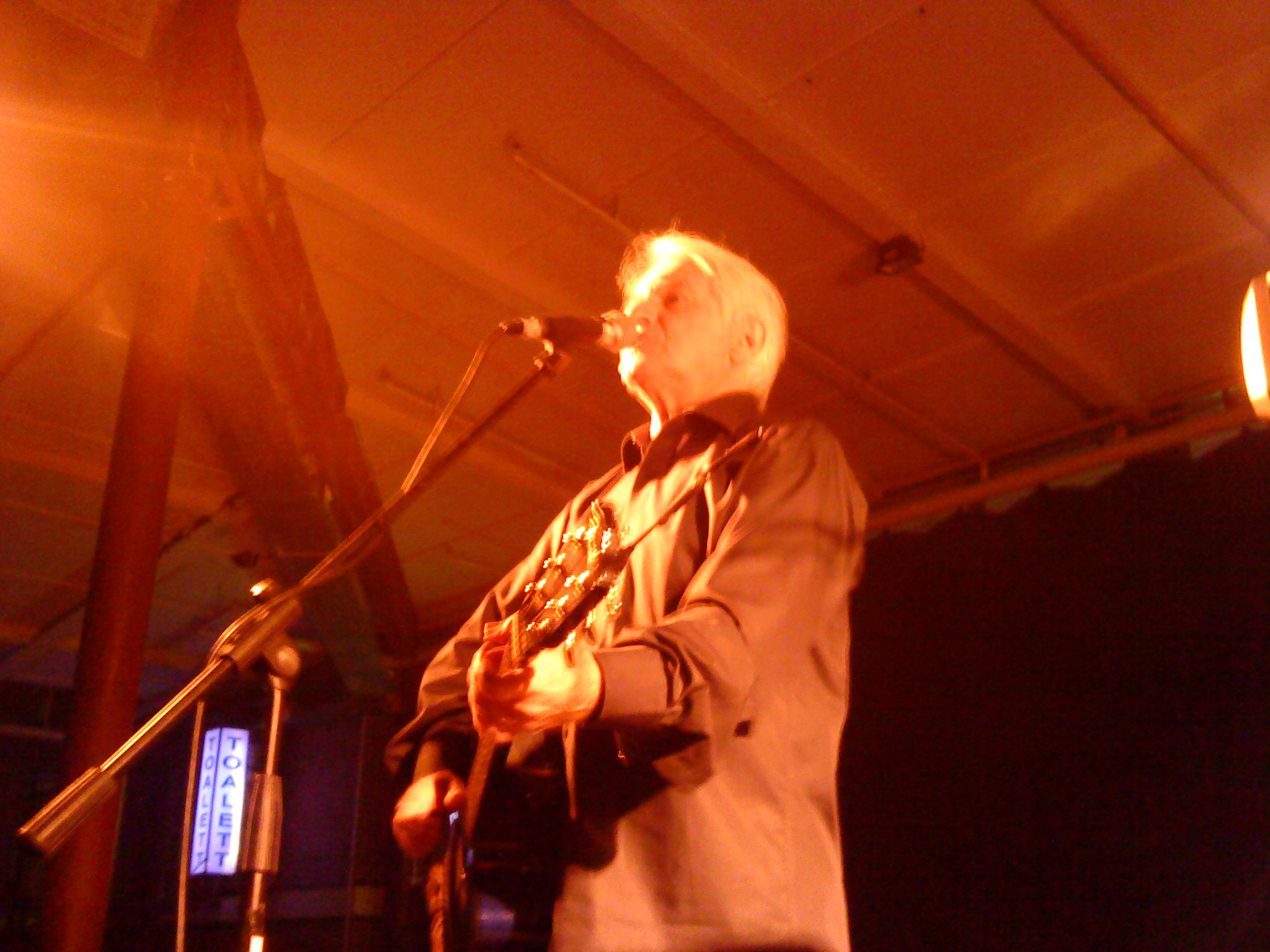
Kemal Monteno, Malmö, 2010

Kemal Monteno (Sarajevo, 17 september 1948 – Zagreb, 21 januari 2015) was een populaire Bosnisch-Joegoslavische zanger en tekstschrijver.
De moeder van Monteno is van Bosnische afkomst. Zijn vader komt oorspronkelijk uit Italië, maar heeft zijn zoon nooit erkend en heeft nooit contact gehad met hem.

## Loopbaan
Monteno nam zijn eerste liedje Lidija op in 1967. Met dit liedje bloeide een succesvolle carrière op Joegoslavië. Een van zijn meest populaire liedjes is Sarajevo ljubavi moja (Sarajevo mijn liefde), een ode aan zijn geboortestad Sarajevo.
Hij schrijft poezië die hij later in een lied verandert. Hij heeft voor verschillende zangers en zangeressen in Joegoslavië liedjes gemaakt. Sommige van zijn liedjes zijn echte klassiekers geworden die door meerdere andere artiesten zijn vertolkt. Een voorbeeld hiervan is Bacila je sve niz rijeku (Ze heeft alles in de rivier gegooid). Dit lied is behalve door hemzelf ook door de Bosnische bands Crvena Jabuka en Indexi opgenomen. Dit gebeurde ook met de liedjes Nekako s proljeca (Hoe dan ook in de lente) en Nije htjela (Ze wilde niet).

## Overlijden
Monteno woonde in Zagreb. Hij onderging in november 2014 een niertransplantatie. Medio januari 2015 werd hij in het ziekenhuis opgenomen vanwege ademhalingsproblemen. Hij overleed kort daarna op 66-jarige leeftijd, wat zijn vrienden en andere beroemdheden choqueerde.

## Discografie
- Muziko,ljubavi moja (1973), (Muziek, mijn liefde)
- Žene, žene (1975), (Vrouwen, vrouwen)
- Moje pjesme, moji snovi (1977), (Mijn liedjes, mijn dromen)
- Za svoju dušu (1980), (Voor je eigen ziel)
- Dolly Bell (1981),
- Moje najdraže pjesme (1985), (Mijn allerliefste liedjes)
- Kako da te zaboravim (1987), (Hoe kan ik je vergeten)
- Pjesme zaljubljenika (compilation) (1992), (Liedjes van een verliefde man)
- Hvala svima - Kemo i prijatelji (2000), (Bedankt allemaal - Kemo en vrienden)
- Dunje i kolači (2004). (Kweeperen en gebak)